# Rosa Pflug
Rosa Pflug (* 19. Januar 1919 in Antonowka, Oblast Saratow; † 9. März 2016 in Berlin) war eine russlanddeutsche Lyrikerin, Übersetzerin und Prosa-Schriftstellerin. 

## Leben
Rosa Pflug absolvierte ihr Studium an der Lehrerschule Marxstadt. 1941 kam es zur Verbannung und zum Arbeitsdienst im Hohen Norden. Danach beendete sie ihr Fernstudium an der Pädagogischen Hochschule Koktschetau. Sie arbeitete als Deutschlehrerin in Ostkasachstan. Zahlreiche Gedichte und Nachdichtungen wurden in der russlanddeutschen Tagespresse und in Sammelbänden veröffentlicht. Ende 1994 kehrte Rosa Pflug nach Deutschland zurück und lebte seitdem in Berlin, wo sie am 9. März 2016 im Alter von 97 Jahren starb.

## Werk
Rosa Pflug gehörte zu den letzten Vertretern der älteren Nachkriegsgeneration russlanddeutscher Autoren. Ihr Gesamtwerk umfasst mehr als 600 Gedichte und Dreizeiler, hunderte Übersetzungen russischer und kasachischer Autoren, zahlreiche Erzählungen sowie Liedtexte.

## Publikationen
- Im Heimatgefilde. Gedichte. Alma-Ata-Verlag, Kasachstan, Almaty 1977
- Unauslöschliche Sterne. Alma-Ata Verlag, Almaty 1985
- Wenn Oma mich nicht hätte. Alma-Ata Verlag, Almaty 1991
- Der Wind singt vom kommenden Tag. BMV-Verlag Burau, Lage-Hörste 2002[2]